# سيرف (فلم)
سيرف هو فيلم كوميدي روسي من إخراج كليم شيبينكو وبطولة ميلوش بيكوفيتش، ألكساندرا بورتيتش وإيفان أوخلوبيستين، صدر الفيلم في روسيا في 26 ديسمبر 2019.

## روابط خارجية
سيرف على موقع IMDb (الإنجليزية)
- سيرف على موقع قاعدة بيانات الفيلم (الإنجليزية)
- سيرف على موقع ليتربوكسد (الإنجليزية)
- سيرف على موقع كينوبويسك (الروسية)